# LALALA 행복의 노래
〈LALALA 행복의 노래〉(LALALA 幸せの歌 라라라 시아와세노우타[*])는 ℃-ute의 메이저 네 번째 싱글이다. 2008년 2월 27일에 zetima에서 발매됐다.

## 개요
- 〈LALALA 행복의 노래〉는 당시 헬로! 프로젝트 원더풀 하트 멤버(모닝구무스메。, Berryz코보, ℃-ute)가 ‘헬로 프로 원더플 올 스타즈’로 2007년 12월 25일부터 착신음 및 착신음 풀버전 한정으로 발매한 노래였다. 이 세개의 조가 ‘헬로! 프로젝트 10주년 기념 홍백 스페셜대’로 출연한 《제58회 NHK 홍백가합전》에서 처음으로 보였으며, 새해 콘서트에서도 불렸다. 노래, 무대 모두 호평이였기 때문에 갑작스럽게 ℃-ute의 싱글로 발매되게 됐다. 그 후, 헬로 프로 원더풀 올 스타즈버전의 〈LALALA 행복의 노래〉는 《프티 베스트9》에 수록됐다.
- ℃-ute로는 음반 《3rd~LOVE 에스컬레이션!~》의 선행 싱글.
- 센터는 야지마 마이미, 메인 보컬은 야지마 마이미, 스즈키 아이리, 나카지마 사키, 하기와라 마이이다.

## 수록곡
전체 작사·작곡: 츤쿠, 전체 편곡: 히라타 쇼이치로
| #  | 제목                                              | 재생 시간 |
| -- | ------------------------------------------------- | --------- |
| 1. | 〈LALALA 행복의 노래〉 (LALALA 幸せの歌)          |           |
| 2. | 〈최고급 엔조이 GIRLS〉 (最高級のエンジョイGIRLS) |           |
| 3. | 〈LALALA 행복의 노래 (Inst.)〉                    |           |

## 미디어에서의 사용
| 노래               | 사용된 곳                                                  |
| ------------------ | ---------------------------------------------------------- |
| LALALA 행복의 노래 | CBC 텔레비전 《과연 프레젠터! 꽃 피우는 타임즈》 이미지 송 |

## 참가 음악가
- 프로그래밍 : 히라타 쇼이치로 (#1, #2)
- 기타 : 키노시타 테츠 (#1), 타카하시 유이치 (#2)
- 코러스 : 타케우치 히로아키 (#1), 츤쿠 (#1), CHINO (#2)

## 차트 순위
| 국가 | 차트                              | 최고 순위 |
| ---- | --------------------------------- | --------- |
| 일본 | 오리콘 차트 (주간))               | 6         |
| 일본 | 오리콘 차트 (데일리)              | 4         |
| 일본 | Billboard JAPAN Hot 100           | 18        |
| 일본 | Billboard JAPAN Hot Singles Sales | 12        |
| 일본 | Billboard JAPAN Hot Top Airplay   | 51        |